# نصير (صنعاء القديمة)

تعديل مصدري - تعديل

حارة نصير هي إحدى حارات مدينة صنعاء القديمة، بلغ تعداد سكانها 845 نسمة حسب تعداد اليمن لعام 2004.